# Istituti NCAA Division II
Queste sono le università statunitensi che aderiscono alla Division II organizzata dalla NCAA. Vi fanno parte piccole università pubbliche e molte istituzioni private.

## Istituti Division II

### Alabama
- Università dell'Alabama a Huntsville (Alabama–Huntsville) Chargers (Huntsville)
- Università di Auburn a Montgomery (Auburn Montgomery o AUM) Warhawks (Montgomery)
- Miles College Golden Bears (Fairfield)
- University of Montevallo Falcons (Montevallo)
- Spring Hill College Badgers (Mobile)
- Tuskegee University Golden Tigers (Tuskegee)
- University of West Alabama Tigers (Livingston)

### Alaska
- Università dell'Alaska - Fairbanks (Alaska) Nanooks (Fairbanks)
- University of Alaska Anchorage (Alaska Anchorage) Seawolves (Anchorage)

### Arizona
Nessuno da quando la Grand Canyon University è entrata a far parte della Divisione I nel 2013.

### Arkansas
- Università dell'Arkansas a Fort Smith (Arkansas–Fort Smith o UAFS) Lions (Fort Smith)
- Università dell'Arkansas a Monticello (Arkansas–Monticello o UAM) Boll Weevils e Cotton Blossoms (Monticello)
- Arkansas Tech University Wonder Boys e Golden Suns (Russellville)
- Harding University Bisons (Searcy)
- Henderson State University Reddies (Arkadelphia)
- Ouachita Baptist University Tigers (Arkadelphia)
- Southern Arkansas University Muleriders (Magnolia)

### California
- Academy of Art University Urban Knights (San Francisco)
- Azusa Pacific University Cougars (Azusa)
- Università Biola Eagles (La Mirada)
- California State Polytechnic University, Humboldt (Cal Poly Humboldt) Lumberjacks (Arcata)
- California State Polytechnic University, Pomona (Cal Poly Pomona) Broncos (Pomona)
- Università statale della California (Dominguez Hills) (Cal State Dominguez Hills) Toros (Carson)
- Università statale della California (East Bay) (Cal State East Bay) Pioneers (Hayward)
- Università statale della California (Los Angeles) (Cal State Los Angeles) Golden Eagles (Los Angeles)
- Università statale della California (Monterey Bay) (Cal State Monterey Bay) Otters (Seaside)
- Università statale della California (San Bernardino) (Cal State San Bernardino) Coyotes (San Bernardino)
- Università statale della California (San Marcos) (Cal State San Marcos) Cougars (San Marcos)
- Università statale della California - Chico (Chico State) Wildcats (Chico)
- Concordia University Irvine (Concordia Irvine) Golden Eagles (Irvine)
- Dominican University of California (Dominican (CA)) Penguins (San Rafael)
- Fresno Pacific University Sunbirds (Fresno)
- Point Loma Nazarene University Sea Lions (San Diego)
- San Francisco State University Gators (San Francisco)
- Sonoma State University Seawolves (Rohnert Park)
- Università statale della California (Stanislaus) (Stanislaus State) Warriors (Turlock)
- Westmont College Warriors (Santa Barbara) – diventa membro a pieno titolo della Divisione II nel 2025-26

### Carolina del Nord
- Barton College (Wilson)
- Belmont Abbey College (Belmont)
- Catawba College (Salisbury)
- Chowan University (Murfreesboro)
- Elizabeth City State University (Elizabeth City)
- Fayetteville State University (Fayetteville)
- Johnson C. Smith University (Charlotte)
- Lees–McRae College (Banner Elk)
- Lenoir–Rhyne University (Hickory)
- Livingstone College (Salisbury)
- Mars Hill University (Mars Hill)
- University of Mount Olive (Mount Olive)
- University of North Carolina at Pembroke (Pembroke)
- Queens University of Charlotte (Charlotte)
- St. Augustine's University (Raleigh)
- Shaw University (Raleigh)
- Wingate University (Wingate)
- Winston-Salem State University (Winston-Salem)

### Carolina del Sud
- Anderson University (Anderson)
- Benedict College (Columbia)
- Claflin University (Orangeburg)
- Coker College (Hartsville)
- Converse College (Spartanburg)
- Erskine College (Due West)
- Francis Marion University (Florence)
- Lander University (Greenwood)
- Limestone College (Gaffney)
- Newberry College (Newberry)
- North Greenville College (Tigerville)
- University of South Carolina Aiken (Aiken)

### Colorado
- Adams State College (Alamosa)
- University of Colorado at Colorado Springs (Colorado Springs)
- Colorado Christian University (Lakewood)
- Colorado Mesa University (Grand Junction)
- Colorado School of Mines (Golden)
- Colorado State University-Pueblo (Pueblo)
- Fort Lewis College (Durango)
- Metropolitan State College of Denver (Denver)
- Regis University (Denver)
- Western Colorado University (Gunnison)

### Columbia Britannica (Canada)
- Simon Fraser University Red Leafs (Burnaby)

### Connecticut
- University of Bridgeport (Bridgeport)
- University of New Haven (West Haven)
- Post University (Waterbury)
- Southern Connecticut State University (New Haven)

### Dakota del Nord
- University of Mary (Bismarck)

### Dakota del Sud
- Augustana University (Sioux Falls)
- Northern State University (Aberdeen)

### Delaware
- Goldey-Beacom College (Pike Creek Valley)
- Wilmington University (New Castle)

### District of Columbia
- University of the District of Columbia (Washington)

### Florida
- Barry University (Miami Shores)
- Eckerd College (Saint Petersburg)
- Flagler College (Saint Augustine)
- Florida Southern College (Lakeland)
- Florida Institute of Technology (Melbourne)
- Lynn University (Boca Raton)
- Nova Southeastern University (Davie)
- Palm Beach Atlantic University (West Palm Beach)
- Rollins College (Winter Park)
- Saint Leo University (St. Leo)
- Saint Thomas University (Miami Gardens) [2nd Year Exploratory Membership]
- University of Tampa (Tampa)
- University of West Florida (Pensacola)

### Georgia
- Albany State University (Albany)
- Augusta University (Augusta)
- Clark Atlanta University (Atlanta)
- Clayton State University (Morrow)
- Columbus State University (Columbus)
- Fort Valley State University (Fort Valley)
- Georgia College and State University (Milledgeville)
- Georgia Southwestern State University (Americus)
- Morehouse College (Atlanta)
- University of North Georgia (Dahlonega)
- Paine College (Augusta)
- Valdosta State University (Valdosta)
- University of West Georgia (Carrollton)

### Hawaii
- Brigham Young University-Hawaii (Lāʻie)
- Chaminade University (Honolulu)
- University of Hawaii at Hilo (Hilo)
- Hawaii Pacific University (Honolulu)

### Idaho
- Northwest Nazarene University (Nampa)

### Illinois
- University of Illinois at Springfield (Springfield) [2nd Year Exploratory Membership]
- Lewis University (Romeoville)
- Quincy University (Quincy)

### Indiana
- University of Indianapolis (Indianapolis)
- Oakland City University (Oakland City)
- Saint Joseph's College (Indiana) (Rensselaer)
- University of Southern Indiana (Evansville)

### Iowa
- Upper Iowa University (Fayette)

### Kansas
- Emporia State University (Emporia)
- Fort Hays State University (Hays)
- Newman University (Wichita)
- Pittsburg State University (Pittsburg)
- Washburn University (Topeka)

### Kentucky
- Kentucky State University Thorobreds e Thorobrettes (Frankfort)
- Kentucky Wesleyan College Panthers (Owensboro)
- Università Thomas More Saints (Crestview Hills)

### Maryland
- Bowie State University (Bowie)
- Columbia Union College (Takoma Park)

### Massachusetts
- American International College (Springfield)
- Assumption University (Worcester)
- Bentley College (Waltham)
- Merrimack College (North Andover)
- Stonehill College (North Easton)

### Michigan
- Ferris State University (Big Rapids)
- Grand Valley State University (Allendale)
- Hillsdale College (Hillsdale)
- Lake Superior State University (Sault Ste. Marie)
- Michigan Technological University (Houghton)
- Northern Michigan University (Marquette)
- Northwood University (Midland)
- Saginaw Valley State University (University Center)
- Wayne State University (Detroit)

### Minnesota
- Bemidji State University (Bemidji)
- Concordia University (St. Paul)
- University of Minnesota Crookston (Crookston)
- University of Minnesota Duluth (Duluth)
- Minnesota State University Mankato (Mankato)
- Minnesota State University Moorhead (Moorhead)
- St. Cloud State University (St. Cloud)
- Southwest Minnesota State University (Marshall)
- Winona State University (Winona)

### Mississippi
- Delta State University (Cleveland)

### Missouri
- University of Central Missouri (Warrensburg)
- Drury University (Springfield)
- Lincoln University (Jefferson City)
- Maryville University (Maryville) [1st Year Exploratory Membership]
- Missouri University of Science and Technology (Rolla)
- Missouri Southern State University (Joplin)
- Missouri Western State University (St. Joseph)
- Northwest Missouri State University (Maryville)
- Rockhurst University (Kansas City)
- Southwest Baptist University (Bolivar)
- Truman State University (Kirksville)
- University of Missouri–St. Louis (St. Louis)

### Montana
- Montana State University-Billings (Billings)

### Nebraska
- Chadron State College (Chadron)
- University of Nebraska at Kearney (Kearney)
- Wayne State College (Wayne)

### New Hampshire
- Franklin Pierce University (Rindge)
- Saint Anselm College (Goffstown)
- Southern New Hampshire University (Manchester)

### New Jersey
- Bloomfield College (Bloomfield)
- Caldwell University (Caldwell)
- Felician University (Lodi)
- Georgian Court University (Lakewood)

### New York
- Adelphi University (Garden City)
- Briarcliffe College (Long Island) [1st Year Exploratory Membership]
- The College of Saint Rose (Albany)
- Concordia College (Bronxville)
- Dominican University New York (Orangeburg)
- Dowling College (Oakdale)
- Long Island University-C.W. Post (Brookville)
- Le Moyne College (DeWitt/Syracuse)
- Mercy College (Dobbs Ferry)
- Molloy College (Rockville Centre)
- New York Institute of Technology (Old Westbury)
- Nyack College (Nyack)
- Pace University (New York/Westchester County)
- Queens College (Queens)
- Saint Thomas Aquinas College (Sparkill)

### Nuovo Messico
- Eastern New Mexico University (Portales)
- New Mexico Highlands University (Las Vegas)
- Western New Mexico University (Silver City)

### Ohio
- Ashland University (Ashland)
- Central State University (Wilberforce)
- University of Findlay (Findlay)
- Lake Erie College (Painesville) [Provisional Member for 2008]
- Ohio Dominican University (Columbus) [1st Year Exploratory Membership]
- Tiffin University (Tiffin)
- Urbana University (Urbana) [2nd Year Exploratory Membership]

### Oklahoma
- Cameron University (Lawton)
- University of Central Oklahoma (Edmond)
- East Central University (Ada)
- Northeastern State University (Tahlequah)
- Oklahoma Panhandle State University (Goodwell)
- Southeastern Oklahoma State University (Durant)
- Southwestern Oklahoma State University (Weatherford)

### Oregon
- Western Oregon University (Monmouth)

### Pennsylvania
- Bloomsburg University of Pennsylvania (Bloomsburg)
- California University of Pennsylvania (California)
- Chestnut Hill College (Filadelfia)
- Cheyney University of Pennsylvania (Cheyney)
- Clarion University of Pennsylvania (Clarion)
- East Stroudsburg University of Pennsylvania (East Stroudsburg)
- Edinboro University of Pennsylvania (Edinboro)
- Gannon University (Erie)
- Holy Family University (Filadelfia)
- Indiana University of Pennsylvania (Indiana)
- Kutztown University of Pennsylvania (Kutztown)
- Lincoln University of Pennsylvania  (Chester County) [2nd year Exploratory Membership]
- Lock Haven University of Pennsylvania (Lock Haven)
- Mansfield University of Pennsylvania (Mansfield)
- Mercyhurst University (Erie)
- Millersville University of Pennsylvania (Millersville)
- Philadelphia University (Filadelfia)
- University of the Sciences in Philadelphia (Filadelfia)
- University of Pittsburgh at Johnstown (Johnstown)
- Seton Hill University (Greensburg)
- Shippensburg University of Pennsylvania (Shippensburg)
- Slippery Rock University of Pennsylvania (Slippery Rock)
- West Chester University of Pennsylvania (West Chester)

### Puerto Rico
- University of Puerto Rico at Bayamon (Bayamón)
- University of Puerto Rico at Cayey (Cayey)
- University of Puerto Rico at Mayaguez (Mayagüez)
- University of Puerto Rico at Rio Piedras (Río Piedras)

### Tennessee
- Carson-Newman College (Jefferson City)
- Christian Brothers University (Memphis)
- King College (Bristol) [2nd Year Exploratory Membership]
- Lambuth University (Jackson) [1st Year Exploratory Membership]
- Lane College (Jackson)
- LeMoyne-Owen College (Memphis)
- Lincoln Memorial University (Harrogate)
- Tusculum College (Tusculum)

### Texas
- Angelo State University (San Angelo)
- Dallas Baptist University (Dallas)
- Midwestern State University (Wichita Falls)
- Saint Edward's University (Austin)
- Saint Mary's University (San Antonio)
- Tarleton State University (Stephenville)
- Texas A&M International University (Laredo)
- Texas A&M University-Commerce (Commerce)
- Texas A&M University-Kingsville (Kingsville)
- University of Texas of the Permian Basin (Odessa)
- Texas Woman's University (Denton)
- West Texas A&M University (Canyon)

### Utah
- Università di Westminster Griffins (Salt Lake City)

### Vermont
- Saint Michael's College (Colchester)

### Virginia
- St. Paul's College (Lawrenceville)
- University of Virginia's College at Wise (UVA Wise) (Wise)
- Virginia State University (Petersburg)
- Virginia Union University (Richmond)

### Virginia Occidentale
- Alderson Broaddus University (Philippi)
- Bluefield State College (Bluefield)
- University of Charleston (Charleston)
- Concord University (Athens)
- Davis and Elkins College (Elkins)
- Fairmont State University (Fairmont)
- Glenville State College (Glenville)
- Ohio Valley University (Vienna)
- Salem International University (Salem)
- Shepherd University (Shepherdstown)
- West Liberty University (West Liberty)
- West Virginia State University (Institute)
- West Virginia Wesleyan College (Buckhannon)
- Wheeling University (Wheeling)

### Washington
- Central Washington University (Ellensburg)
- Saint Martin's University (Lacey)
- Seattle Pacific University (Seattle)
- Western Washington University (Bellingham)

### Wisconsin
- Università del Wisconsin-Parkside (Parkside) Rangers (Kenosha)